# Вест Њујорк
Вест Њујорк (енгл. West New York) град је у америчкој савезној држави Њу Џерзи. По попису становништва из 2010. у њему је живело 49.708 становника.

## Демографија
Према попису становништва из 2010. у граду је живело 49.708 становника, што је 3.940 (8,6%) становника више него 2000. године.
| Група             | 2000.          | 2010.          |
| Белци             | 7.088 (15,5%)  | 6.571 (13,2%)  |
| Афроамериканци    | 1.626 (3,6%)   | 2.289 (4,6%)   |
| Азијати           | 1.339 (2,9%)   | 2.986 (6,0%)   |
| Хиспаноамериканци | 36.038 (78,7%) | 38.812 (78,1%) |
| Укупно            | 45.768         | 49.708         |